# Аренфіельфельд
Аренфіельфельд (нім. Ahrenviölfeld) — громада в Німеччині, розташована в землі Шлезвіг-Гольштейн. Входить до складу району Північна Фризія. Складова частина об'єднання громад Фіель.
Площа — 7,29 км2. Населення становить 226 ос. (станом на 31 грудня 2020).